# Chauffer le dehors
Chauffer le dehors est un recueil de poésie de Marie-Andrée Gill publié en 2019 aux éditions de La Peuplade. Écrit dans le cadre de son mémoire de maîtrise en en lettres à l'Université du Québec à Chicoutimi, il s'agit du troisième recueil publié par l'autrice.

## Résumé
Composé de poèmes en prose et de courts poèmes en vers, Chauffer le dehors est un recueil autobiographique. Marie-Andrée Gill y retrace le processus du deuil amoureux et tente de répondre à la question : « comment se retrouver dans l'étendue de la fin? » Tandis que le « dedans » surchauffe, la poète trouve dans le « dehors » la réponse à sa peine. Elle se réfugie dans la nature, les saisons, la forêt, les souvenirs du Nitassinan parcouru avec l'être aimé pour guérir.
Le recueil est divisé en quatre sections. Dans « Comme si de rien n’était », la poète explore la nostalgie liée à la relation amoureuse terminée ainsi que les différentes émotions qu'elle fait naître en elle. Dans « Le solfège des tempêtes », il est question de l'impossibilité de vivre le temps présent et les lieux qui l'entoure sans y faire revivre ses souvenirs et l'être aimé. Dans « L’émeute est par en dedans »,c'est le corps et le quotidien qui servent de point de d'ancrage pour échapper à la nostalgie. Enfin, dans « Le futur hausse les épaules », la forêt, l'hiver et l'écriture, deviennent les moyens pour s'approprier à nouveau le territoire, le Nitassinan, et le présent.
L'écriture se présente en effet comme une piste de guérison. Non seulement s'agit-il de la seule manière pour la poète de faire revivre l'amour perdu, mais elle lui permet aussi d'expier sa souffrance et d'exister en dehors de la peine d'amour.

## Thématiques abordées
Dans Chauffer le dehors, Marie-Andrée Gill explore le thème de l'écriture de soi afin de tenter de dépasser la peine qui survient à la suite de la rupture amoureuse ou du moins de la transposer par écrit. Le «je» poétique est caractérisé par une attention particulière à ce qui relève de l'ordinaire et du quotidien. Le corps et ses plaisirs occupent également une place centrale dans les poèmes du recueil. À travers le partage de sa propre expérience, la poète permet de créer des liens avec des expériences universelles de souffrance, d'amour, de guérison et d'espoir.
Dans le contexte actuel, l’écriture de l’intime permet aussi de soulever des enjeux politiques liés à la représentations des personnes autochtone. Ainsi, Gill lie sa démarche autobiographique et intimiste à une approche décoloniale. Elle présente une identité autochtone qui refuse le stéréotype et s'ancre l'universalité de l'expérience. L'identité autochtone est ainsi humanisée, ce qui fait du recueil un discours de résistance et de résilience décoloniales.
De même, la forêt ou le territoire sont anticipés dans le recueil sous une perspective d’amour décolonial. Ces endroits deviennent des lieux où il est possible de renouer avec soi et le monde, en dehors des rapports de domination. La poète noue également ce qu'elle appelle le « territoire physique » et le « territoire d'écriture ».
Dans Chauffer le dehors, comme dans le reste de son œuvre, Marie-Andrée Gill met de l'avant ce qu'elle appelle l'identité plurielle ilnue. Il s'agit pour elle valoriser la diversité de ses imaginaires culturels. Issue de la communauté ilnue de Mashteuiatsh, à ne pas confondre avec la communauté innue de Shefferville, Sept-Îles et Maliotenam qui constitue un autre sous-dialecte des innus de l'ouest, elle se conçoit aussi comme québécoise, saguenéenne, maternelle, etc. Ces univers participent tous à construire le «je» poétique décolonial.

## Adaptations
En 2020, Chauffer le dehors fait l'objet d'une adaptation audio-visuelle dans le cadre du Jardin d'hiver à Québec.
En 2023, le recueil est traduit en anglais par Kristen Renee Miller et est publié aux éditions Book*hug Press.

## Distinctions et prix
- 2020 : Lauréate du prix Artiste de l'année au Saguenay-Lac-Saint-Jean, décerné par le Conseil des arts et des lettres du Québec[9],[10]
- 2020 : Lauréate du Indigenous Voices Award, catégorie published poetry in French[11].
- 2020 : Finaliste du Prix Émile-Nelligan, décerné par la Fondation Émile-Nelligan[12].
- 2019 : Lauréate du Prix littéraire 2019 du Salon du livre du Saguenay-Lac-St-Jean, catégorie poésie / théâtre[13].